# Albo d'oro del campionato israeliano di calcio
La pagina elenca l'albo d'oro dei vincitori e, ove disponibili, i secondi e i terzi classificati, nonché i capocannonieri delle singole stagioni della prima divisione del campionato israeliano di calcio dal 1931 a oggi.

## Albo d'oro

### Mandato britannico della Palestina

#### Campionato di calcio della Palestina/Eretz Israele
Dall'istituzione del campionato, nel 1931, alla nascita dello Stato d'Israele, per l'intera durata del Mandato britannico della Palestina, il torneo prese il nome di Campionato di calcio della Palestina/Eretz Israele.
| Stagione             | Vincitore                              | Secondo posto   | Terzo posto  | Capocannoniere |
| 1931-1932 (Dettagli) | British Police (1º titolo)             | Hapoel Tel Aviv | Hapoel Haifa | ?              |
| 1932-1933            | non disputato                          | -               | -            | -              |
| 1933-1934 (Dettagli) | Hapoel Tel Aviv (1º titolo)            | ?               | ?            | ?              |
| 1934-1935 (Dettagli) | interrotto                             | -               | -            | -              |
| 1935-1936 (Dettagli) | Maccabi Tel Aviv (1º titolo)           | ?               | ?            | ?              |
| 1936-1937 (Dettagli) | Maccabi Tel Aviv (2º titolo)           | ?               | ?            | ?              |
| 1937-1938 (Dettagli) | interrotto per la grande rivolta araba | -               | -            | -              |
| 1938-1939            | non disputato                          | -               | -            | -              |
| 1939-1940 (Dettagli) | Hapoel Tel Aviv (2º titolo)            | ?               | ?            | ?              |
| 1940-1941            | non disputato                          | -               | -            | -              |
| 1941-1942 (Dettagli) | Maccabi Tel Aviv (3º titolo)           | ?               | ?            | ?              |
| 1942-1943 (Dettagli) | non terminato                          | -               | -            | -              |
| 1943-1944 (Dettagli) | Hapoel Tel Aviv (3º titolo)            | ?               | ?            | ?              |
| 1944-1945            | non disputato                          | -               | -            | -              |
| 1945-1946            | non disputato                          | -               | -            | -              |
| 1946-1947 (Dettagli) | Maccabi Tel Aviv (4º titolo)           | ?               | ?            | ?              |
| 1947-1948            | non disputato                          | -               | -            | -              |

### Israele

#### Campionato d'Israele
| Stagione             | Vincitore                    | Secondo posto   | Terzo posto  | Capocannoniere                               |
| 1948-1949            | non disputato                | -               | -            | -                                            |
| 1949-1950 (Dettagli) | Maccabi Tel Aviv (5º titolo) | Hapoel Tel Aviv | Hapoel Haifa | Yosef Mirmovich ( Maccabi Tel Aviv, 25 goal) |
| 1950-1951            | non disputato                | -               | -            | -                                            |

#### Liga Alef
| Stagione             | Vincitore                    | Secondo posto       | Terzo posto        | Capocannoniere                                  |
| 1951-1952 (Dettagli) | Maccabi Tel Aviv (6º titolo) | Maccabi Petah Tiqwa | Hapoel Haifa       | Yehoshua Glazer ( Maccabi Tel Aviv, 24 goal)    |
| 1952-1953            | non disputato                | -                   | -                  | -                                               |
| 1953-1954 (Dettagli) | Maccabi Tel Aviv (7º titolo) | Maccabi Petah Tiqwa | Hapoel Petah Tiqwa | Eliezer Spiegel ( Maccabi Petah Tiqwa, 16 goal) |

#### Liga Leumit
| Stagione             | Vincitore                      | Secondo posto      | Terzo posto        | Capocannoniere                                                                              |
| 1954-1955 (Dettagli) | Hapoel Petah Tiqwa (1º titolo) | Maccabi Tel Aviv   | Hapoel Tel Aviv    | Nisim Elmaliah ( Beitar Tel Aviv, 30 goal)                                                  |
| 1955-1956 (Dettagli) | Maccabi Tel Aviv (8º titolo)   | Hapoel Petah Tiqwa | Hapoel Tel Aviv    | Avraham Levi ( Beitar Tel Aviv, 16 goal) Michael Michaelov ( Beitar Tel Aviv, 16 goal)      |
| 1956-1957 (Dettagli) | Hapoel Tel Aviv (4º titolo)    | Hapoel Petah Tiqwa | Maccabi Tel Aviv   | Avraham Ginzburg ( Hapoel Haifa, 16 goal)                                                   |
| 1957-1958 (Dettagli) | Maccabi Tel Aviv (9º titolo)   | Hapoel Petah Tiqwa | Maccabi Haifa      | Rafi Levi ( Maccabi Tel Aviv, 14 goal)                                                      |
| 1958-1959 (Dettagli) | Hapoel Petah Tiqwa (2º titolo) | Hapoel Haifa       | Maccabi Tel Aviv   | Aharon Amar ( Maccabi Haifa, 17 goal)                                                       |
| 1959-1960 (Dettagli) | Hapoel Petah Tiqwa (3º titolo) | Maccabi Tel Aviv   | Hapoel Haifa       | Rafi Levi ( Maccabi Haifa, 19 goal)                                                         |
| 1960-1961 (Dettagli) | Hapoel Petah Tiqwa (4º titolo) | Hapoel Tel Aviv    | Hapoel Haifa       | Shlomo Levi ( Hapoel Haifa, 15 goal) Zharia Ratzabi ( Hapoel Petah Tiqwa, 15 goal)          |
| 1961-1962 (Dettagli) | Hapoel Petah Tiqwa (5º titolo) | Maccabi Giaffa     | Hapoel Tiberiade   | Shlomo Levi ( Hapoel Haifa, 16 goal) Itzhak Nizri ( Hapoel Tiberiade, 16 goal)              |
| 1962-1963 (Dettagli) | Hapoel Petah Tiqwa (6º titolo) | Hapoel Tel Aviv    | Maccabi Giaffa     | Zharia Ratzabi ( Hapoel Petah Tiqwa, 12 goal)                                               |
| 1963-1964 (Dettagli) | Hapoel Ramat Gan (1º titolo)   | Maccabi Giaffa     | Hapoel Petah Tiqwa | Israel Ashkenazi ( Maccabi Giaffa, 21 goal)                                                 |
| 1964-1965 (Dettagli) | Hakoah Ramat Gan (1º titolo)   | Hapoel Petah Tiqwa | Hapoel Tel Aviv    | Israel Ashkenazi ( Maccabi Giaffa, 18 goal) Itzhak Mizrahi ( Bnei Yehuda, 18 goal)          |
| 1965-1966 (Dettagli) | Hapoel Tel Aviv (5º titolo)    | Maccabi Tel Aviv   | Maccabi Netanya    | Moshe Romano ( Shimshon Tel Aviv, 17 goal) Mordechai Spiegler ( Maccabi Netanya, 17 goal)   |
| 1966-1968 (Dettagli) | Maccabi Tel Aviv (10º titolo)  | Hapoel Petah Tiqwa | Hapoel Haifa       | Mordechai Spiegler ( Maccabi Netanya, 38 goal)                                              |
| 1968-1969 (Dettagli) | Hapoel Tel Aviv (6º titolo)    | Maccabi Tel Aviv   | Maccabi Netanya    | Mordechai Spiegler ( Maccabi Netanya, 25 goal)                                              |
| 1969-1970 (Dettagli) | Maccabi Tel Aviv (11º titolo)  | Hapoel Tel Aviv    | Maccabi Haifa      | Moshe Romano ( Shimshon Tel Aviv, 15 goal)                                                  |
| 1970-1971 (Dettagli) | Maccabi Netanya (1º titolo)    | Shimshon Tel Aviv  | Hapoel Tel Aviv    | Eli Ben Rimoz ( Hapoel Gerusalemme, 20 goal)                                                |
| 1971-1972 (Dettagli) | Maccabi Tel Aviv (12º titolo)  | Beitar Gerusalemme | Hakoah Ramat Gan   | Yehuda Shaharabani ( Hakoah Ramat Gan, 21 goal)                                             |
| 1972-1973 (Dettagli) | Hakoah Ramat Gan (2º titolo)   | Hapoel Tel Aviv    | Hapoel Gerusalemme | Moshe Romano ( Beitar Tel Aviv, 18 goal)                                                    |
| 1973-1974 (Dettagli) | Maccabi Netanya (2º titolo)    | Maccabi Tel Aviv   | Beitar Gerusalemme | Beni Halon ( Hapoel Haifa, 15 goal)                                                         |
| 1974-1975 (Dettagli) | Hapoel Be'er Sheva (1º titolo) | Maccabi Netanya    | Hapoel Haifa       | Moshe Romano ( Shimshon Tel Aviv, 17 goal)                                                  |
| 1975-1976 (Dettagli) | Hapoel Be'er Sheva (2º titolo) | Beitar Gerusalemme | Hapoel Haifa       | Oded Mahnes ( Maccabi Netanya, 21 goal)                                                     |
| 1976-1977 (Dettagli) | Maccabi Tel Aviv (13º titolo)  | Maccabi Giaffa     | Beitar Gerusalemme | Viki Peretz ( Maccabi Tel Aviv, 17 goal)                                                    |
| 1977-1978 (Dettagli) | Maccabi Netanya (3º titolo)    | Beitar Gerusalemme | Maccabi Tel Aviv   | David Lavi ( Maccabi Netanya, 16 goal)                                                      |
| 1978-1979 (Dettagli) | Maccabi Tel Aviv (14º titolo)  | Beitar Gerusalemme | Maccabi Netanya    | Oded Mahnes ( Maccabi Netanya, 18 goal) Eli Miali ( Beitar Gerusalemme, 18 goal)            |
| 1979-1980 (Dettagli) | Maccabi Netanya (4º titolo)    | Hapoel Tel Aviv    | Shimshon Tel Aviv  | David Lavi ( Maccabi Netanya, 18 goal)                                                      |
| 1980-1981 (Dettagli) | Hapoel Tel Aviv (7º titolo)    | Bnei Yehuda        | Maccabi Giaffa     | Hertzel Fitusi ( Maccabi Petah Tiqwa, 22 goal)                                              |
| 1981-1982 (Dettagli) | Hapoel Kfar Saba (1º titolo)   | Maccabi Netanya    | Bnei Yehuda        | Oded Mahnes ( Maccabi Netanya, 22 goal)                                                     |
| 1982-1983 (Dettagli) | Maccabi Netanya (5º titolo)    | Shimshon Tel Aviv  | Hapoel Be'er Sheva | Oded Mahnes ( Maccabi Netanya, 22 goal)                                                     |
| 1983-1984 (Dettagli) | Maccabi Haifa (1º titolo)      | Beitar Gerusalemme | Hapoel Tel Aviv    | David Lavi ( Maccabi Netanya, 16 goal)                                                      |
| 1984-1985 (Dettagli) | Maccabi Haifa (2º titolo)      | Beitar Gerusalemme | Shimshon Tel Aviv  | David Lavi ( Maccabi Netanya, 18 goal)                                                      |
| 1985-1986 (Dettagli) | Hapoel Tel Aviv (8º titolo)    | Maccabi Haifa      | Maccabi Tel Aviv   | Uri Malmilian ( Beitar Gerusalemme, 14 goal) Doron Rabinzon ( Maccabi Petah Tiqwa, 14 goal) |
| 1986-1987 (Dettagli) | Beitar Gerusalemme (1º titolo) | Bnei Yehuda        | Maccabi Tel Aviv   | Eli Yani ( Hapoel Kfar Saba, 16 goal)                                                       |
| 1987-1988 (Dettagli) | Hapoel Tel Aviv (9º titolo)    | Maccabi Netanya    | Hapoel Be'er Sheva | Zahi Armeli (Maccabi Haifa, 25 goal)                                                        |
| 1988-1989 (Dettagli) | Maccabi Haifa (3º titolo)      | Hapoel Petah Tiqwa | Maccabi Netanya    | Beni Tabak ( Maccabi Tel Aviv, 18 goal)                                                     |
| 1989-1990 (Dettagli) | Bnei Yehuda (1º titolo)        | Hapoel Petah Tiqwa | Maccabi Haifa      | Uri Malmilian ( Maccabi Tel Aviv, 16 goal)                                                  |
| 1990-1991 (Dettagli) | Maccabi Haifa (4º titolo)      | Hapoel Petah Tiqwa | Beitar Tel Aviv    | Nir Levine ( Hapoel Petah Tiqwa, 20 goal)                                                   |
| 1991-1992 (Dettagli) | Maccabi Tel Aviv (15º titolo)  | Bnei Yehuda        | Maccabi Haifa      | Alon Mizrahi ( Bnei Yehuda, 20 goal)                                                        |
| 1992-1993 (Dettagli) | Beitar Gerusalemme (2º titolo) | Maccabi Tel Aviv   | Bnei Yehuda        | Alon Mizrahi ( Bnei Yehuda, 26 goal)                                                        |
| 1993-1994 (Dettagli) | Maccabi Haifa (5º titolo)      | Maccabi Tel Aviv   | Hapoel Be'er Sheva | Alon Mizrahi ( Bnei Yehuda, 28 goal)                                                        |
| 1994-1995 (Dettagli) | Maccabi Tel Aviv (16º titolo)  | Maccabi Haifa      | Hapoel Be'er Sheva | Haim Revivo (Maccabi Haifa, 17 goal) Amir Turjeman ( Ironi Ashdod, 17 goal)                 |
| 1995-1996 (Dettagli) | Maccabi Tel Aviv (17º titolo)  | Maccabi Haifa      | Beitar Gerusalemme | Haim Revivo ( Maccabi Haifa, 26 goal)                                                       |
| 1996-1997 (Dettagli) | Beitar Gerusalemme (3º titolo) | Hapoel Petah Tiqwa | Hapoel Be'er Sheva | Moti Kakun ( Hapoel Petah Tiqwa, 20 goal)                                                   |
| 1997-1998 (Dettagli) | Beitar Gerusalemme (4º titolo) | Hapoel Tel Aviv    | Hapoel Haifa       | Alon Mizrahi ( Maccabi Haifa, 18 goal)                                                      |
| 1998-1999 (Dettagli) | Hapoel Haifa (1º titolo)       | Maccabi Tel Aviv   | Maccabi Haifa      | Andrzej Kubica ( Maccabi Tel Aviv, 21 goal)                                                 |

#### Ligat ha'Al
| Stagione             | Vincitore                       | Secondo posto       | Terzo posto         | Capocannoniere |
| 1999-2000 (Dettagli) | Hapoel Tel Aviv (10º titolo)    | Maccabi Haifa       | Hapoel Petah Tiqwa  | Asi Tubi ( Maccabi Petah Tiqwa, 27 goal)                                                                                          |
| 2000-2001 (Dettagli) | Maccabi Haifa (6º titolo)       | Hapoel Tel Aviv     | Hapoel Haifa        | Avi Nimni ( Maccabi Tel Aviv, 25 goal)                                                                                            |
| 2001-2002 (Dettagli) | Maccabi Haifa (7º titolo)       | Hapoel Tel Aviv     | Maccabi Tel Aviv    | Cobi Refua ( Hapoel Petah Tiqwa, 18 goal)                                                                                         |
| 2002-2003 (Dettagli) | Maccabi Tel Aviv (18º titolo)   | Maccabi Haifa       | Hapoel Tel Aviv     | Yaniv Abariil ( H. Rishon LeZion, 18 goal) Shay Holtzman ( Ashdod, 18 goal)                                                       |
| 2003-2004 (Dettagli) | Maccabi Haifa (8º titolo)       | Maccabi Haifa       | Maccabi Petah Tiqwa | Ofir Haim ( Hapoel Be'er Sheva, 16 goal) Shay Holtzman ( H. Rishon LeZion- Ashdod, 16 goal)                                       |
| 2004-2005 (Dettagli) | Maccabi Haifa (9º titolo)       | Maccabi Petah Tiqwa | Ashdod              | Roberto Colautti ( Maccabi Haifa, 19 goal)                                                                                        |
| 2005-2006 (Dettagli) | Maccabi Haifa (10º titolo)      | Hapoel Tel Aviv     | Beitar Gerusalemme  | Shay Holtzman ( Ashdod, 19 goal                                                                                                   |
| 2006-2007 (Dettagli) | Beitar Gerusalemme (5º titolo)  | Maccabi Netanya     | Maccabi Tel Aviv    | Azran ( Ashdod, 15 goal) |
| 2007-2008 (Dettagli) | Beitar Gerusalemme (6º titolo)  | Maccabi Netanya     | Ironi K. Shmona     | Samuel Yeboah ( Hapoel Kfar Saba, 15 goal)                                                                                        |
| 2008-2009 (Dettagli) | Maccabi Haifa (11º titolo)      | Hapoel Tel Aviv     | Beitar Gerusalemme  | Shimon Abuhatzira ( Hapoel Petah Tiqwa, 14 goal) Eliran Atar ( Bnei Yehuda, 14 goal) Barak Itzhaki ( Beitar Gerusalemme, 14 goal) |
| 2009-2010 (Dettagli) | Hapoel Tel Aviv (11º titolo)    | Maccabi Haifa       | Maccabi Tel Aviv    | Shlomi Arbeitman ( Maccabi Haifa, 28 goal)                                                                                        |
| 2010-2011 (Dettagli) | Maccabi Haifa (12º titolo)      | Hapoel Tel Aviv     | Maccabi Tel Aviv    | Toto Tamuz ( Hapoel Tel Aviv, 21 goal)                                                                                            |
| 2011-2012 (Dettagli) | Ironi Kiryat Shmona (1º titolo) | Hapoel Tel Aviv     | Bnei Yehuda         | Achmad Saba'a ( Maccabi Netanya, 20 goal)                                                                                         |
| 2012-2013 (Dettagli) | Maccabi Tel Aviv (19º titolo)   | Maccabi Haifa       | Hapoel Tel Aviv     | Eliran Atar ( Maccabi Tel Aviv, 22 goal)                                                                                          |
| 2013-2014 (Dettagli) | Maccabi Tel Aviv (20º titolo)   | Hapoel Be'er Sheva  | Ironi K. Shmona     | Eran Zahavi ( Maccabi Tel Aviv, 29 goal)                                                                                          |
| 2014-2015 (Dettagli) | Maccabi Tel Aviv (21º titolo)   | Ironi K. Shmona     | Hapoel Be'er Sheva  | Eran Zahavi ( Maccabi Tel Aviv, 27 goal)                                                                                          |
| 2015-2016 (Dettagli) | Hapoel Be'er Sheva (3º titolo)  | Maccabi Tel Aviv    | Beitar Gerusalemme  | Eran Zahavi ( Maccabi Tel Aviv, 35 goal)                                                                                          |
| 2016-2017 (Dettagli) | Hapoel Be'er Sheva (4º titolo)  | Maccabi Tel Aviv    | Beitar Gerusalemme  | Viðar Örn Kjartansson ( Maccabi Tel Aviv, 19 goal)                                                                                |
| 2017-2018 (Dettagli) | Hapoel Be'er Sheva (5º titolo)  | Maccabi Tel Aviv    | Beitar Gerusalemme  | Dia Saba ( Maccabi Netanya, 22 goal)                                                                                              |
| 2018-2019 (Dettagli) | Maccabi Tel Aviv (22º titolo)   | Maccabi Haifa       | Hapoel Be'er Sheva  | Ben Sahar ( Hapoel Be'er Sheva, 15 goal)                                                                                          |
| 2019-2020 (Dettagli) | Maccabi Tel Aviv (23º titolo)   | Maccabi Haifa       | Beitar Gerusalemme  | Nikita Rukavytsya ( Maccabi Haifa, 18 goal)                                                                                       |
| 2020-2021 (Dettagli) | Maccabi Haifa (13º titolo)      | Maccabi Tel Aviv    | Ashdod              | Nikita Rukavytsya ( Maccabi Haifa, 19 goal)                                                                                       |
| 2021-2022 (Dettagli) | Maccabi Haifa (14º titolo)      | Hapoel Be'er Sheva  | Maccabi Tel Aviv    | Omer Atzili ( Maccabi Haifa, 20 goal)                                                                                             |
| 2022-2023            | Maccabi Haifa (15º titolo)      | Hapoel Be'er Sheva  | Maccabi Tel Aviv    | |

## Classifica delle vittorie

### Per squadra
| Squadra            | Titoli | Stagioni |
| ------------------ | ------ | --- |
| Maccabi Tel Aviv   | 23     | 1935-1936, 1936-1937, 1941-1942, 1946-1947, 1949-1950, 1951-1952, 1953-1954, 1955-1956, 1957-1958, 1966-1968, 1969-1970, 1971-1972, 1976-1977, 1978-1979, 1991-1992, 1994-1995, 1995-1996, 2002-2003, 2012-2013, 2013-2014, 2014-2015, 2018-2019, 2019-2020 |
| Maccabi Haifa      | 15     | 1983-1984, 1984-1985, 1988-1989, 1990-1991, 1993-1994, 2000-2001, 2001-2002, 2003-2004, 2004-2005, 2005-2006, 2008-2009, 2010-2011, 2020-2021, 2021-2022, 2022-2023                                                                                         |
| Hapoel Tel Aviv    | 11     | 1933-1934, 1939-1940, 1943-1944, 1956-1957, 1965-1966, 1968-1969, 1980-1981, 1985-1986, 1987-1988, 1999-2000, 2009-2010 |
| Beitar Gerusalemme | 6      | 1986-1987, 1992-1993, 1996-1997, 1997-1998, 2006-2007, 2007-2008 |
| Hapoel Petah Tiqwa | 6      | 1954-1955, 1958-1959, 1959-1960, 1960-1961, 1961-1962, 1962-1963 |
| Maccabi Netanya    | 5      | 1970-1971, 1973-1974, 1977-1978, 1979-1980, 1982-1983 |
| Hapoel Be'er Sheva | 5      | 1974–1975, 1975–1976, 2015-2016, 2016-2017, 2017-2018 |
| Hakoah Ramat Gan   | 2      | 1964-1965, 1972-1973 |
| Bnei Yehuda        | 1      | 1989-1990 |
| British Police     | 1      | 1931-1932 |
| Hapoel Kfar Saba   | 1      | 1981-1982 |
| Hapoel Haifa       | 1      | 1998-1999 |
| Hapoel Ramat Gan   | 1      | 1963-1964 |
| Ironi K. Shmona    | 1      | 2011-2012 |

### Per città
| Città         | Titoli | Squadre                                                      |
| ------------- | ------ | ------------------------------------------------------------ |
| Tel Aviv      | 35     | Maccabi Tel Aviv (23), Hapoel Tel Aviv (11), Bnei Yehuda (1) |
| Haifa         | 16     | Maccabi Haifa (15), Hapoel Haifa (1)                         |
| Gerusalemme   | 7      | Beitar Gerusalemme (6), British Police (1)                   |
| Petah Tiqwa   | 6      | Hapoel Petah Tiqwa (6)                                       |
| Netanya       | 5      | Maccabi Netanya (5)                                          |
| Be'er Sheva   | 5      | Hapoel Be'er Sheva (5)                                       |
| Ramat Gan     | 3      | Hakoah Ramat Gan (2), Hapoel Ramat Gan (1)                   |
| Kfar Saba     | 1      | Hapoel Kfar Saba (1)                                         |
| Kiryat Shmona | 1      | Ironi Kiryat Shmona (1)                                      |

### Per distretto
| Distretto      | Titoli | Squadre                                                                                                  |
| -------------- | ------ | --- |
| Tel Aviv       | 38     | Maccabi Tel Aviv (23), Hapoel Tel Aviv (11), Hakoah Ramat Gan (2), Bnei Yehuda (1), Hapoel Ramat Gan (1) |
| Haifa          | 16     | Maccabi Haifa (15), Hapoel Haifa (1)                                                                     |
| Centrale       | 12     | Hapoel Petah Tiqwa (6), Maccabi Netanya (5), Kfar Saba (1)                                               |
| Gerusalemme    | 7      | Beitar Gerusalemme (6), British Police (1)                                                               |
| Meridionale    | 5      | Hapoel Be'er Sheva (5)                                                                                   |
| Settentrionale | 1      | Ironi Kiryat Shmona (1)                                                                                  |

## Titoli consecutivi
| Squadra            | Titoli | Stagioni                                              |
| ------------------ | ------ | ----------------------------------------------------- |
| Hapoel Petah Tiqwa | 5      | 1958-1959, 1959-1960, 1960-1961, 1961-1962, 1962-1963 |
| Maccabi Tel Aviv   | 4      | 1946-1947, 1949-1950, 1951-1952, 1953-1954            |
| Maccabi Haifa      | 3      | 2003-2004, 2004-2005, 2005-2006                       |
| Hapoel Be'er Sheva | 3      | 2015-2016, 2016-2017, 2017-2018                       |
| Maccabi Tel Aviv   | 3      | 2012-2013, 2013-2014, 2014-2015                       |
| Maccabi Tel Aviv   | 2      | 1935-1936, 1936-1937 1994-1995, 1995-1996             |
| Hapoel Be'er Sheva | 2      | 1974-1975, 1975-1976                                  |
| Maccabi Haifa      | 2      | 1983-1984, 1984-1985 2000-2001, 2001-2002             |
| Beitar Gerusalemme | 2      | 1996-1997, 1997-1998 2006-2007, 2007-2008             |

## Double

### Campionato e Coppa d'Israele
| Squadra            | Volte | Stagioni                                                              |
| ------------------ | ----- | --------------------------------------------------------------------- |
| Maccabi Tel Aviv   | 7     | 1946-1947 1953-1954 1957-1958 1966-1967 1969-1970 1976-1977 1995-1996 |
| Hapoel Tel Aviv    | 2     | 1999-2000 2009-2010                                                   |
| British Police     | 1     | 1931-1932                                                             |
| Maccabi Netanya    | 1     | 1977-1978                                                             |
| Maccabi Haifa      | 1     | 1990-1991                                                             |
| Beitar Gerusalemme | 1     | 2007-2008                                                             |

### Campionato e Coppa di Lega (Coppa Toto)
| Squadra          | Volte | Stagioni            |
| ---------------- | ----- | ------------------- |
| Maccabi Haifa    | 2     | 1993-1994 2005-2006 |
| Maccabi Netanya  | 1     | 1982-1983           |
| Maccabi Tel Aviv | 1     | 1992-1993           |
| Ironi K. Shmona  | 1     | 2011-2012           |

## Treble

### Campionato, Coppa d'Israele e Coppa di Lega
| Squadra          | Volte | Stagioni  |
| ---------------- | ----- | --------- |
| Maccabi Tel Aviv | 1     | 2014-2015 |

### Campionato, Coppa d'Israele e Supercoppa
| Squadra          | Volte | Stagioni  |
| ---------------- | ----- | --------- |
| Maccabi Tel Aviv | 1     | 1976-1977 |